# 陈震阳
陈震阳（1934年—）籍贯不详，中华人民共和国医学专家。

## 生平
陈震阳原来是北京市劳动卫生职业病防治研究所专家。1995年4月28日，陈震阳在北京市劳动卫生职业病防治研究所实验室确认朱令是铊中毒，并且体内的铊超过了致死量。2000年6月30日，北京市劳动卫生职业病防治研究所等四家单位整合组成了北京市疾病预防控制中心、北京市预防医学研究中心、北京市卫生监督所。陈震阳转入北京市预防医学研究中心。2004年，陈震阳从北京市预防医学研究中心退休。
从2004年开始，陈震阳在北京市朝阳区团结湖社区义务免费向社区居民教授英语。
陈震阳的研究领域是预防医学与卫生学、环境科学与资源利用、药学。

## 著作
- 李惠,朱钧,张全明,陈震阳，血苯的固相微萃取法测定，中华劳动卫生职业病杂志 2000(05) pp.1
- 刘若曼,陈震阳,顾向荣,陶雪，活性炭对香烟烟雾中有害微量元素的吸附效果，环境与健康杂志 1999(04) pp.2
- 陈震阳，严重铊中毒3例的启示，中华劳动卫生职业病杂志 1999(03) pp.2
- 粟建林,张丽帼,王顺珍,王丽萍,刘建中,陈震阳,高长平，真珠钙驱铅实验研究，广东微量元素科学 1998(06) pp.4
- 陈震阳,王顺珍,杜立华，罕见的1例严重铊中毒情况介绍，中华劳动卫生职业病杂志 1997(01) pp.2
- 王顺珍,杜立华,陈震阳，标准液单一递减稀释瓶的设计和测试，中国卫生检验杂志 1995(04) pp.2
- 陈震阳,王顺珍,杜立华,来怀政,张向明，石英缝管增敏火焰原子吸收光谱测定的研究，中国卫生检验杂志 1994(04) pp.3
- 周素梅,徐茉,杜立华,宋景平,张丽帼,陈震阳，苯乙烯在人体内的代谢动力学，卫生毒理学杂志 1993(01) pp.2
- 徐茉,周素梅,杜立华,宋景平,张丽帼,陈震阳，苯乙烯在人体内的代谢动力学，卫生毒理学杂志 1992(02) pp.1
- 顾向荣,宁燕,陈震阳,杨建,郜舟顺,汤龙，尿镉的微分电位溶出法规范化研究，工业卫生与职业病 1991(03) pp.3
- 陈震阳，痕量钒的分析，中华劳动卫生职业病杂志 1991(02) pp.3
- 陈震阳,杜立华,牟文萱,王光建,张义光，尿中痕量钒的石墨炉原子吸收测定方法研究，工业卫生与职业病 1991(01) pp.2
- 陈震阳,潘立群,谭淑珍,苏春云,范衍琼，血清中总巯基与非蛋白巯基含量分别测定研究，卫生毒理学杂志 1990(04) pp.2
- 崔明珍,陈震阳,杨德华,吕素秀,杨仲华,杜立华 ,蔡丽，碘化钠(铊)晶体生产劳动卫生学调查，中华劳动卫生职业病杂志 1990(04) pp.6
- 陈震阳,裴淑,顾向荣,杜立华,张如午，尿中硫撑双乙酸测定方法的研究，工业卫生与职业病 1989(02) pp.4
- 陈震阳,杜立华,郭金兰,杨德华,吕素秀,白俊华，空气及尿中铊的石墨炉原子吸收法测定及现场应用，铁道劳动安全卫生与环保 1988(04) pp.2
- 陈震阳,杜立华,郭金兰,龚光隆，空气中碘的分光光度法测定研究，铁道劳动安全卫生与环保 1987(04) pp.3
- 郭凤先,陈震阳,赵达维,冯子良，尿中粪卟啉定量方法的研讨，化工劳动保护(工业卫生与职业病分册) 1987(02) pp.2
- 陈震阳，尿中和血中三氟乙酸色谱法测定，铁道劳动安全卫生与环保 1987(01) pp.1
- 陈震阳，电热原子化器测定全血镉，铁道劳动卫生通讯 1986(01) pp.2
- 陈震阳，无焰原子吸收法测定尿锰，铁道劳动卫生通讯 1985(04) pp.1
- 陈震阳，火焰原子吸收法测定血清、血浆中锌，铁道劳动卫生通讯 1985(03) pp.1[4]